# Бомково
Бомково (укр. Бомкове) — село в Деражнянском районе Хмельницкой области Украины.
Население по переписи 2001 года составляло 116 человек. Почтовый индекс — 32250. Телефонный код — 3856. Занимает площадь 0,7 км². Код КОАТУУ — 6821583602.

## Местный совет
32250, Хмельницкая обл., Деражнянский р-н, с. Зяньковцы, ул. Ленина